# Vardan II.
Vardan II. Partski, protikralj, ki je približno od leta 55 do 58 n. št.  vladar v delu Partskega cesarstva, * ni znani, † ni znano.
Bil je sin partskega kralja Vologasa I., kateremu se je leta 55 uprl. Dogodek na kratko omenja Tacit v svojih Analih.  Vardan II. je poznan samo po svojih kovancih iz kovnic v Ekbatani in Selevkiji na Tigrisu, kjer je nekaj časa vladal. Drugih podatkov o njem osebno in njegovem vladanju ni.
| Vardan II. Arsakidska dinastijaRojen: ni znano Umrl: ni znano |                                           |                       |
| Vladarski nazivi                                              |                                           |                       |
| Predhodnik: Vologas I.                                        | vladal v delu Partskega cesarstva 55 – 58 | Naslednik: Vologas I. |

## Sklic
1. ↑  Tacit, Anali, 13.7.

## Vira
- Encyclopædia Britannica, 11. Izdaja, Cambridge University Press, 1911.
- Tacit, Anali.